# Herbert Böttcher

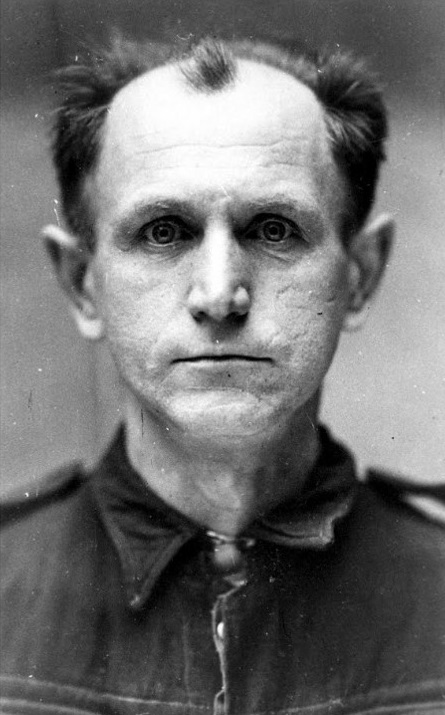
Herbert Böttcher

Herbert Kurt Böttcher (* 24. April 1907 in Prökuls, Kreis Memel; † 12. Juni 1950 in Radom) war ein deutscher Verwaltungsjurist, Polizeipräsident und SS- und Polizeiführer.

## Leben
Böttcher, dessen Vater Otto Böttcher (1872–1932) der Landespräsident des Memeldirektoriums von 1931 bis 1932 war, beendete seine Schullaufbahn am Luisengymnasium Memel. Er studierte nach dem Abitur Rechtswissenschaft an der Albertus-Universität Königsberg, der Universität München und an der Universität Wien. 1925 wurde er im Corps Littuania aktiv. Nachdem er 1929 in Königsberg die erste juristische Staatsprüfung bestanden hatte, wurde er 1931 an der Universität Leipzig zum Dr. iur. promoviert. Nach Ablegung der zweiten juristischen Staatsprüfung 1933 in Berlin kehrte er ins Memelland zurück und ließ sich als Rechtsanwalt und Notar in Memel nieder. Am 6. Februar 1934 heiratete er Marlene Gunkel (* 20. August 1907 in Celle).
Er engagierte sich in der Sozialistischen Volksgemeinschaft des Memelgebiets. Aufgrund „staatsfeindlicher Tätigkeit“ verurteilte ihn ein litauisches Gericht und er befand sich 1934/35 und von 1935 bis 1937 in Haft. Nach Verbüßung der ersten Haftstrafe wurde er in der V. Wahlperiode als Abgeordneter der Memelländischen Einheitsliste in den Seimelis gewählt. Im Januar 1939 wurde Böttcher Landesdirektor im Memellanddirektorium, im März 1939 kommissarischer Polizeipräsident in Memel.
Böttcher trat zum 1. April 1939 der NSDAP bei (Mitgliedsnummer 7.093.907) und wurde zur gleichen Zeit Mitglied der SS (SS-Nummer 323.036). Vom 1. August 1939 bis zum 15. März 1941 führte er die 105. SS-Standarte „Nordost“ in Memel. Ab Oktober 1940 war er Polizeipräsident in Kassel, ab Anfang 1942 SS- und Polizeiführer in Kaunas. In gleicher Position kam er Ende April 1942 nach Radom. Dort verantwortete er die Deportation von mehr als 300.000 Juden aus dem Ghetto Radom in das Vernichtungslager Treblinka. Nach dem Tod von Franz Kutschera übernahm Böttcher dessen Dienststelle in Warschau für eine Woche. Ab November 1944 war Böttcher als Generalmajor der Polizei in Königsberg eingesetzt.
Nach der bedingungslosen Kapitulation der Wehrmacht wurde Böttcher durch die Royal Military Police verhaftet und im Internierungslager Gadeland und im Internierungslager Neuengamme interniert. Er wurde 1947 durch die Briten an die Volksrepublik Polen ausgeliefert. In Radom wurde er am 18. Juni 1949 zum Tode verurteilt und ein Jahr später hingerichtet.

## Aufstieg in der SS

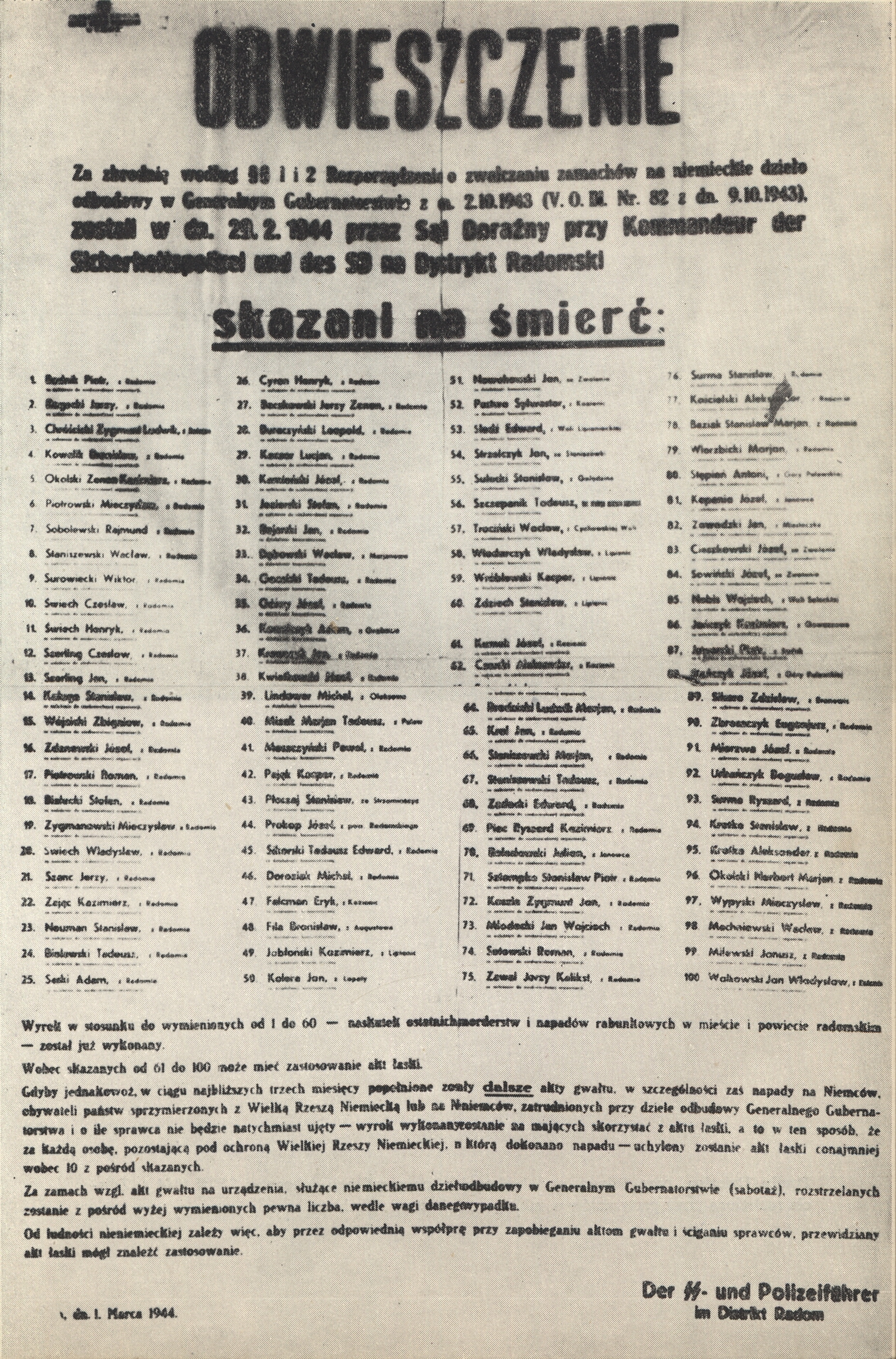
Böttchers Bekanntmachung der Hinrichtung von polnischen Geiseln. Radom, 1. März 1944

| Böttchers SS- und Polizeiränge | Böttchers SS- und Polizeiränge                |
| Datum                          | Rang                                          |
| ------------------------------ | --------------------------------------------- |
| März 1939                      | SS-Sturmbannführer                            |
| August 1940                    | SS-Obersturmbannführer                        |
| Oktober 1941                   | SS-Standartenführer                           |
| April 1943                     | SS-Oberführer                                 |
| November 1943                  | Oberst der Polizei                            |
| November 1944                  | SS-Brigadeführer und Generalmajor der Polizei |

## Auszeichnungen
- Kriegsverdienstkreuz II. und I. Klasse mit Schwertern
- SS-Ehrenring